# José Ibrahim
José Ibrahim (São Paulo, 3 de setembro de 1947 - São Paulo, 2 de maio de 2013) foi um líder sindical e político brasileiro, responsável por organizar os primeiros atos de greve durante o regime militar no Brasil no ano de 1968. Foi ainda um dos co-fundadores do Partido dos Trabalhadores, da Central Única dos Trabalhadores (CUT) e da Força Sindical. Nos últimos anos estava vinculado à União Geral dos Trabalhadores e ao Partido Social Democrático (PSD).

## Biografia
Nasceu em 3 de setembro de 1947 em São Paulo e cresceu no bairro de Presidente Altino, hoje município de Osasco.
Aos 14 anos começou a trabalhar como operário na Companhia Brasileira de Materiais Ferroviários (Cobrasma), ao mesmo tempo em que estudava no Ginásio Estadual de Presidente Altino. Aos 17 anos chegou ao posto de inspetor de qualidade.

### Sindicalismo e militância armada
Aos 18 anos, em 1965, fundou ilegalmente a primeira comissão de fábrica, na Cobrasma, experiência esta que serviria de base para reorganização, dois anos depois, do Sindicato dos Trabalhadores Metalúrgicos de Osasco (até então na ilegalidade). Com a reorganização deste, candidatou-se e foi eleito presidente do sindicato.
Entre 16 e 21 de julho de 1968 organiza a primeira greve de trabalhadores durante a ditadura militar no Brasil, por melhores condições de trabalho e contra a política de arrocho salarial, imposta pelos militares desde 1964. Primeiramente conseguiu que os trabalhadores da Cobrasma cruzassem os braços. Em seguida, os operários da Braseixos, da Barreto Keller e da Lanoflex também aderiram ao movimento grevista. Ao todo 22 mil trabalhadores aderiram a paralisação.
A greve organizada por Ibrahim possibilitou melhores condições de trabalho aos operários. No entanto desencadeou uma onda de perseguições políticas a sindicalistas e figuras simpatizantes, onde o próprio Ibrahim foi afetado, tendo sido demitido da empresa onde trabalhava, afastado do sindicato (e este posto mais uma vez na ilegalidade) e teve seus direitos políticos cassados. A consequência maior desta greve foi quando neste mesmo ano a ditadura baixou o AI-5, que cassou os direitos políticos de opositores ao regime.
Com seus direitos políticos cassados, passou para a militância armada contra a ditadura, integrando a Vanguarda Popular Revolucionária (VPR). A VPR o destacou para São Paulo, onde trabalhou na organização sindical entre Osasco e São Paulo, até que em 1969 foi preso e encarcerado no Destacamento de Operações de Informações do Centro de Operações de Defesa Interna (DOI-Codi), sendo torturado neste local.
Em setembro de 1969, com o desfecho do sequestro do embaixador americano no Brasil, Charles Elbrick, foi um dos 15 presos políticos libertados em troca deste, onde também foram libertados José Dirceu, Flávio Tavares, Vladimir Palmeira, Ricardo Zarattini, entre outros. Foi para o exílio, permanecendo por dez anos fora do País, vivendo no México, Cuba, Chile, Panamá e Bélgica.

### Exílio e vida política pós-ditadura
Em 1979 com a anistia aos perseguidos políticos da ditadura, Ibrahim retorna do exílio e passa a residir em Presidente Altino com sua mãe.
Em 1980 com diversos líderes sindicais e da esquerda articula a fundação do Partido dos Trabalhadores e da CUT. Participou na rearticulação do movimento sindical do ABC paulista, e organizou diversas greves, contribuindo fortemente com o movimento Diretas Já.
Por discordâncias com lideranças do PT, desfilia-se deste em 1990 e em 1991 torna-se um dos articuladores da criação da Força Sindical, cisão da CUT.
Posteriormente também desentende-se com a cúpula da Força Sindical e filia-se a União Geral dos Trabalhadores (UGT), onde torna-se Secretário de Formação Política. Em 2011, a convite de Gilberto Kassab, torna-se dirigente do braço sindical do PSD, participando das articulações entre o partido e a UGT.

## Morte
Em 2 de maio de 2013 foi encontrado morto em seu apartamento na capital paulista.